# Kaple svaté Anny (Vyhnánov)
Kaple svaté Anny je římskokatolická kaple ve Vyhnánově, části obce Kohoutov. Patří do farnosti Dvůr Králové nad Labem. Vlastníkem kaple je obec Kohoutov. Kaple je od 5. října 2004 chráněna jako kulturní památka České republiky, stejně jako vedlejší krucifix.

## Bohoslužby
Bohoslužby se konají v neděli kolem 20. dubna ve 13.30.

## Fotogalerie

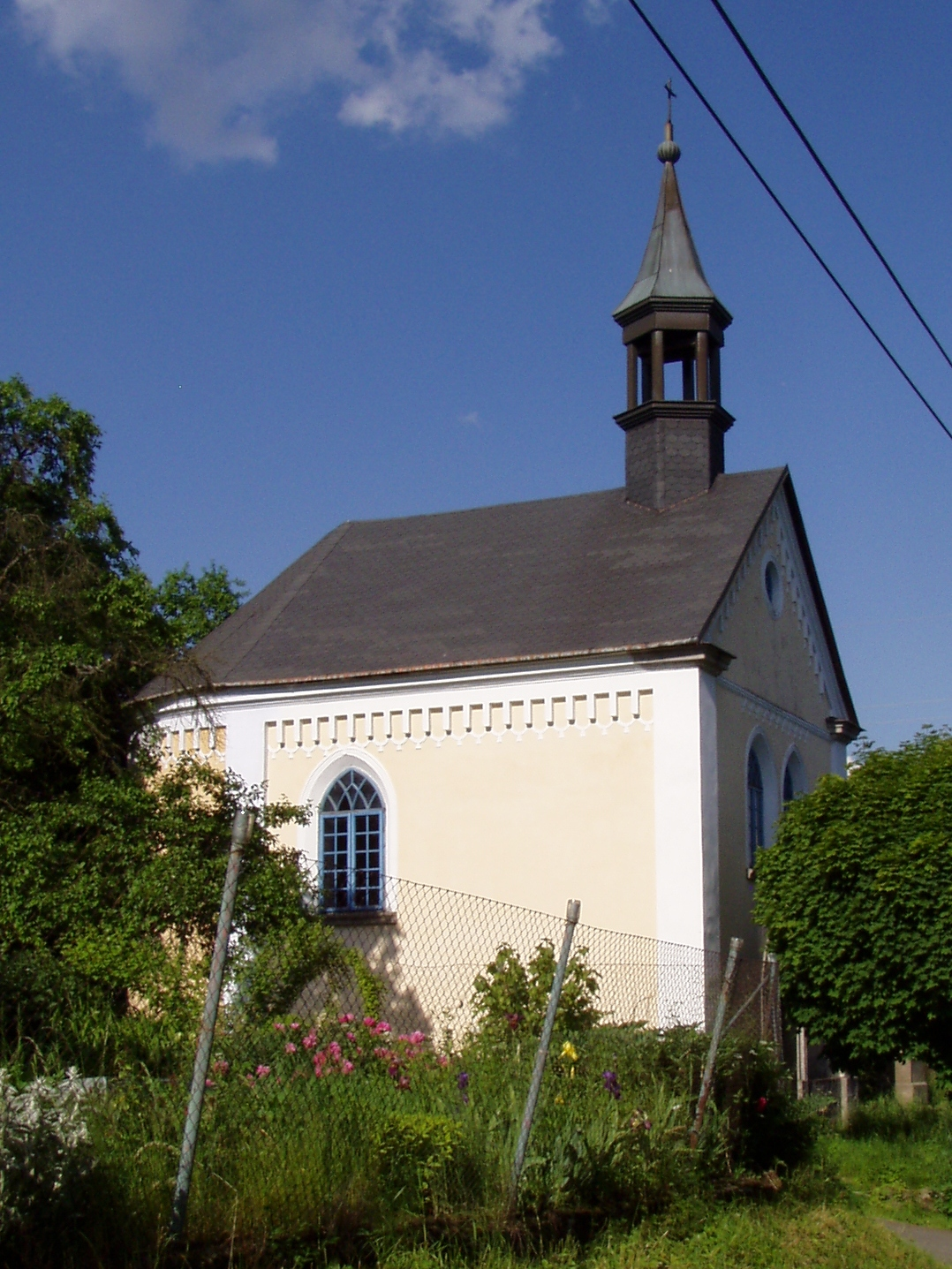
Kaple sv. Anny
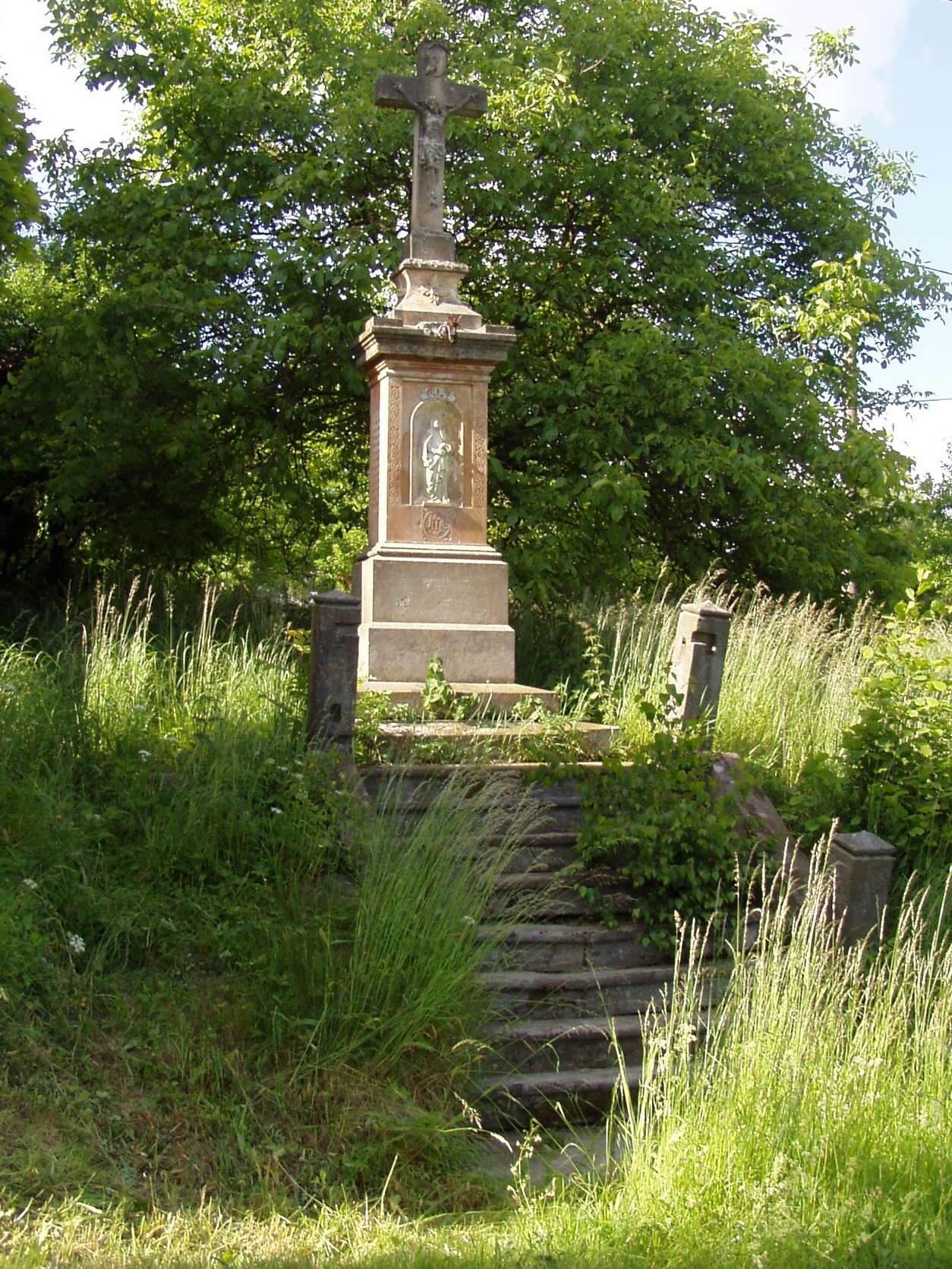
Krucifix